# 占鳌公祠
占鳌公祠是位于中国浙江省金华市永康市方岩镇下象瑚里村的一座始建于清道光年间的祠堂，与同在一村的仁寿堂、慈孝堂和燕贻堂为同一家族所有的一组建筑，列入浙江省文物保护单位。
道光十五年（1835），吕氏太安人筹建占鳌公祠，道光二十六年（1846）建成。2002年8月，列入永康市文物保护单位，2005年公布为浙江省文物保护单位。

## 建筑
占鳌公祠占地总面积920平方米，坐北朝南，砖木结构。中轴线上建有三进，皆面阔三间12.1米，进深从6.85米至7.25米不等，硬山二面坡顶。每进间有天井相隔，祠堂两侧建有厢房。厢房面阔39.05米，进深5.67米，架梁结构为分心前后双步梁带前后单步。整个建筑的雀替、牛腿处有各式的花草、动物、人物等雕刻。